# 酰替苯胺

酰替苯胺的通式

酰替苯胺（或称为N-苯基酰胺）是苯胺的氨基氢被酰基替代的产物，结构通式R–C(=O)–N(–R’)–C
6H
5，其中许多化合物用作除草剂和杀真菌剂

。